# Zentralamerika- und Karibikspiele 2023/Leichtathletik
Bei den Zentralamerika- und Karibikspielen 2023 in San Salvador, der Hauptstadt von El Salvador wurden in der  Leichtathletik im Estadio Jorge "El Mágico" González vom 2. bis zum 8. Juli 46 Wettbewerbe ausgetragen.

## Medaillenspiegel
| Platz  | Land                           | Gold | Silber | Bronze | Gesamt |
| ------ | ------------------------------ | ---- | ------ | ------ | ------ |
| 01     | Kuba                           | 9    | 11     | 8      | 28     |
| 02     | Mexiko                         | 7    | 11     | 5      | 23     |
| 03     | Puerto Rico                    | 6    | 4      | 2      | 12     |
| 04     | Venezuela                      | 6    | —      | 2      | 8      |
| 05     | Dominikanische Republik        | 5    | 3      | 6      | 14     |
| 06     | Trinidad und Tobago            | 4    | 1      | 1      | 6      |
| 07     | Kolumbien                      | 3    | 8      | 7      | 18     |
| 08     | Jamaika                        | 1    | 4      | 2      | 7      |
| 09     | CCS                            | 1    | 2      | 2      | 5      |
| 10     | Barbados                       | 1    | 1      | —      | 2      |
| 0      | St. Lucia                      | 1    | 1      | —      | 2      |
| 12     | El Salvador                    | 1    | —      | 1      | 2      |
| 0      | St. Vincent und die Grenadinen | 1    | —      | 1      | 2      |
| 14     | Guyana                         | 1    | —      | —      | 1      |
| 15     | Bahamas                        | —    | 1      | 1      | 2      |
| 0      | Panama                         | —    | 1      | 1      | 2      |
| 17     | Cayman Islands                 | —    | 1      | —      | 1      |
| 0      | Curaçao                        | —    | 1      | —      | 1      |
| 19     | Britische Jungferninseln       | —    | —      | 2      | 2      |
| 0      | Costa Rica                     | —    | —      | 2      | 2      |
| 21     | Bermuda                        | —    | —      | 1      | 1      |
| 0      | Dominica                       | —    | —      | 1      | 1      |
| 0      | Guadeloupe                     | —    | —      | 1      | 1      |
| 0      | Martinique                     | —    | —      | 1      | 1      |
| Gesamt | Gesamt                         | 47   | 45     | 46     | 138    |

Unter der Bezeichnung CCS (Centro Caribe Sports) starteten die Sportler aus Guatemala.

## Männer

### 100 m
| Platz | Athlet             | Land | Zeit (s) |
| ----- | ------------------ | ---- | -------- |
| 1     | Emanuel Archibald  | GUY  | 10,24    |
| 2     | José González      | DOM  | 10,26    |
| 3     | Rikkoi Brathwaite  | IVB  | 10,26    |
| 4     | Cejhae Greene      | ATG  | 10,43    |
| 5     | Christopher Valdez | DOM  | 10,45    |
| 6     | Kion Benjamin      | TTO  | 10,49    |
| 7     | Nadale Buntin      | SKN  | 10,54    |
| 8     | Ronal Longa        | COL  | 10,63    |

Finale: 3. Juli
Wind: −2,4 m/s

### 200 m
| Platz | Athlet                  | Land | Zeit (s) |
| ----- | ----------------------- | ---- | -------- |
| 1     | Alexander Ogando        | DOM  | 19,99    |
| 2     | Carlos Palacios         | COL  | 20,37 PB |
| 3     | Alonso Edward           | PAN  | 20,46    |
| 4     | Matthew Clarke          | BAR  | 20,49 PB |
| 5     | Yancarlos Martínez      | DOM  | 20,54    |
| 6     | Nadale Buntin           | SKN  | 20,66    |
| 7     | Carlon Hosten           | TTO  | 20,86    |
| 8     | Shainer Rengifo Montoya | CUB  | 20,97    |

Finale: 5. Juli
Wind: −0,3 m/s

### 400 m
| Platz | Athlet          | Land | Zeit (s) |
| ----- | --------------- | ---- | -------- |
| 1     | Jereem Richards | TTO  | 44,54    |
| 2     | Michael Joseph  | LCA  | 44,90    |
| 3     | Gilles Biron    | MTQ  | 45,06    |
| 4     | DeSean Boyce    | BAR  | 45,32    |
| 5     | Lidio Féliz     | DOM  | 45,50    |
| 6     | Gamali Felix    | GRN  | 45,71    |
| 7     | Kelvis Padrino  | VEN  | 45,97    |
|       | Jonathan Jones  | BAR  | DNF      |

Finale: 6. Juli

### 800 m
| Platz | Athlet              | Land | Zeit (min) |
| ----- | ------------------- | ---- | ---------- |
| 1     | Handal Roban        | VIN  | 1:45,93 GR |
| 2     | Ryan Sánchez        | PUR  | 1:46,86    |
| 3     | Ferdy Agramonte     | DOM  | 1:47,46 PB |
| 4     | Chamar Chambers     | PAN  | 1:47,72    |
| 5     | Luis Peralta        | DOM  | 1:50,53    |
| 6     | Jesús Tonatiú López | MEX  | 1:50,71    |
| 7     | Tarees Rhoden       | JAM  | 1:53,82    |
|       | José Antonio Maita  | VEN  | DSQ        |

Finale: 5. Juli

### 1500 m
| Platz | Athlet                   | Land | Zeit (min) |
| ----- | ------------------------ | ---- | ---------- |
| 1     | Fernando Daniel Martínez | MEX  | 3:43,47    |
| 2     | Rob Napolitano           | PUR  | 3:43,86    |
| 3     | Dage Minors              | BER  | 3:45,12    |
| 4     | Timothy Doyle            | PUR  | 3:45,97    |
| 5     | Daísnel Barbán           | CUB  | 3:45,99 PB |
| 6     | Sebastián López          | VEN  | 3:50,51    |
| 7     | Hansel Abréu             | CUB  | 3:50,59 PB |
| 8     | Aarón Hernández          | ESA  | 3:52,12 NR |

6. Juli

### 5000 m
| Platz | Athlet                   | Land | Zeit (min) |
| ----- | ------------------------ | ---- | ---------- |
| 1     | Héctor Pagán             | PUR  | 14:08,17   |
| 2     | Diego Adolfo García      | MEX  | 14:11,12   |
| 3     | Carlos San Martín        | COL  | 14:14,08   |
| 4     | Mario Pacay              | GTM  | 14:15,28   |
| 5     | Marvin Blanco            | VEN  | 14:19,67   |
| 6     | Daniel Johanning         | CRC  | 14:52,33   |
|       | Fernando Daniel Martínez | MEX  | DNF        |

4. Juli

### 10.000 m
| Platz | Athlet                  | Land | Zeit (min)  |
| ----- | ----------------------- | ---- | ----------- |
| 1     | Víctor Zambrano         | MEX  | 29:39,30    |
| 2     | Iván Darío González     | COL  | 29:40,71    |
| 3     | Mario Pacay             | GTM  | 29:43,97    |
| 4     | Daniel Johanning        | CRC  | 29:49,16    |
| 5     | Alberto González Mindez | GTM  | 30:02,23    |
| 6     | Whinton Palma           | VEN  | 30:29,19 PB |
| 7     | Francisco Estévez       | CUB  | 30:31,63    |
| 8     | Amauri Rodríguez        | DOM  | 31:19,58    |

7. Juli

### Halbmarathon
| Platz | Athlet                  | Land | Zeit (h) |
| ----- | ----------------------- | ---- | -------- |
| 1     | Alberto González Mindez | GTM  | 1:03:50  |
| 2     | José Mauricio González  | COL  | 1:04:23  |
| 3     | Juan Luis Barrios       | MEX  | 1:05:13  |
| 4     | Jeison Suárez           | COL  | 1:05:52  |
| 5     | Álvaro Abreu            | DOM  | 1:06:19  |
| 6     | Óscar Aldana            | ESA  | 1:07:54  |
| 7     | Arnaldo Martínez        | PUR  | 1:10:28  |
|       | Luis Orta               | VEN  | DNF      |

2. Juli

### 110 m Hürden
| Platz | Athlet              | Land | Zeit (s) |
| ----- | ------------------- | ---- | -------- |
| 1     | Shane Brathwaite    | BAR  | 13,64    |
| 2     | Rasheem Brown       | CAY  | 13,64    |
| 3     | Jeanice Laviolette  | GLP  | 13,82    |
| 4     | Matthew Sophia      | CUW  | 13,85    |
| 5     | Yovany de la Canuet | CUB  | 14,21    |
| 6     | Eddie Lovett        | ISV  | 14,28    |
| 7     | Georni Jaramillo    | VEN  | 14,35    |
| 8     | Wienstan Mena       | GTM  | 14,38    |

Finale: 5. Juli
Wind: −0,4 m/s

### 400 m Hürden
| Platz | Athlet              | Land | Zeit (s) |
| ----- | ------------------- | ---- | -------- |
| 1     | Pablo Andrés Ibáñez | ESA  | 49,34    |
| 2     | Guillermo Campos    | MEX  | 49,55 SB |
| 3     | Juander Santos      | DOM  | 49,61    |
| 4     | Gerald Drummond     | CRC  | 49,62    |
| 5     | Rasheeme Griffith   | BAR  | 49,76    |
| 6     | Troy Whyte          | JAM  | 49,82    |
| 7     | Yeral Núñez         | DOM  | 49,88    |
| 8     | Yoao Illas          | CUB  | 50,00 PB |

Finale: 4. Juli

### 3000 m Hindernis
| Platz | Athlet            | Land | Zeit (min) |
| ----- | ----------------- | ---- | ---------- |
| 1     | Carlos San Martín | COL  | 8:50,15    |
| 2     | César Gómez       | MEX  | 8:50,68    |
| 3     | Carlos Santos     | ESA  | 8:51,22    |
| 4     | Didier Rodríguez  | PAN  | 8:55,16    |
| 5     | Ricardo Estremera | PUR  | 9:04,08    |
| 6     | Mario López       | MEX  | 9:16,16    |
|       | José Peña         | VEN  | DNF        |

7. Juli

### 4 × 100 m Staffel
| Platz | Land                    | Athleten                                                          | Zeit (s) |
| ----- | ----------------------- | ----------------------------------------------------------------- | -------- |
| 1     | Trinidad und Tobago     | Carlon Hosten Kion Benjamin Eric Harrison Jr. Devin Augustine     | 38,30    |
| 2     | Dominikanische Republik | Christopher Valdez José González Érick Sánchez Yancarlos Martínez | 38,61    |
| 3     | Venezuela               | David Vivas Rafael Vásquez Alexis Nieves Bryant Álamo             | 39,13    |
| 4     | Kolumbien               | Jhonny Rentería Óscar Baltán Neiker Abello Ronal Longa            | 39,45    |
| 5     | Guyana                  | Emanuel Archibald Noelex Holder Akeem Stewart Ezekiel Newton      | 39,66    |
| 6     | El Salvador             | Juan Rodríguez Esteban Ibáñez Samuel Ibáñez Pablo Andrés Ibáñez   | 41,29    |

6. Juli

### 4 × 400 m Staffel
| Platz | Land                    | Athleten                                                          | Zeit (min) |
| ----- | ----------------------- | ----------------------------------------------------------------- | ---------- |
| 1     | Trinidad und Tobago     | Renny Quow Che Lara Machel Cedenio Jereem Richards                | 3:01,99    |
| 2     | Barbados                | Kyle Gale Rasheeme Griffith Rivaldo Leacock DeSean Boyce          | 3:02,12    |
| 3     | Dominikanische Republik | Ezequiel Suárez Juander Santos Robert King Lidio Féliz            | 3:02,19    |
| 4     | Venezuela               | Javier Gómez Julio Rodríguez José Antonio Maita Kelvis Padrino    | 3:03,00    |
| 5     | Kolumbien               | Jhonatan Rodríguez Óscar Baltán Gustavo Barrios Raúl Mena         | 3:10,17    |
| 6     | El Salvador             | Joseph Hernández Samuel Ibáñez Esteban Ibáñez Pablo Andrés Ibáñez | 3:11,71    |

7. Juli

### 20 km Gehen
| Platz      | Athlet                  | Land | Zeit (h) |
| ---------- | ----------------------- | ---- | -------- |
| 1          | José Luis Doctor        | MEX  | 1:22:35  |
| 2          | César Herrera           | COL  | 1:22:37  |
| 3          | Noel Ali Chama          | MEX  | 1:23:09  |
| 4          | Manuel Esteban Soto     | COL  | 1:25:28  |
| 5          | Yassir Cabrera          | PAN  | 1:27:07  |
| 6          | Juan Manuel Calderón    | CRC  | 1:31:40  |
| 7          | Ronaldo Hernández       | CUB  | 1:34:14  |
|            | José Alejandro Barrondo | GTM  | DSQ      |
| José Ortiz | GTM                     | DSQ  |          |

2. Juli

### Hochsprung
| Platz | Athlet           | Land | Höhe (m) |
| ----- | ---------------- | ---- | -------- |
| 1     | Luís Castro      | PUR  | 2,25     |
| 2     | Luis Zayas       | CUB  | 2,25     |
| 3     | Shaun Miller Jr. | BAH  | 2,22     |
| 4     | Edgar Rivera     | MEX  | 2,22     |
| 5     | Erik Portillo    | MEX  | 2,22     |
| 6     | Raymond Richards | JAM  | 2,17     |
| 7     | Kyle Alcime      | BAH  | 2,12     |
| 8     | Marcus Gelpi     | PUR  | 2,07     |

3. Juli

### Stabhochsprung
| Platz | Athlet               | Land | Höhe (m) |
| ----- | -------------------- | ---- | -------- |
| 1     | Jorge Luna           | MEX  | 5,40     |
| 2     | Víctor Castillero    | MEX  | 5,30     |
| 3     | José Tomás Nieto     | COL  | 5,30     |
| 4     | Eduardo Nápoles      | CUB  | 5,20     |
| 4     | Ricardo David Montes | VEN  | 5,20     |
| 6     | Andy Hernández       | CUB  | 5,05     |
| 7     | Yariel Soto          | PUR  | 5,05     |
| 8     | Jorge Montes         | DOM  | 4,90     |

6. Juli

### Weitsprung
| Platz             | Athlet                | Land | Weite (m) |
| ----------------- | --------------------- | ---- | --------- |
| 1                 | Alejandro Parada      | CUB  | 7,88      |
| 2                 | Jordan Turner         | JAM  | 7,65      |
| 3                 | Tristan James         | DMA  | 7,65      |
| 4                 | Nicolás Arriola       | GTM  | 7,30      |
| 5                 | Ifeanyichukwu Otuonye | TKS  | 7,21      |
| 6                 | Andwuelle Wright      | TTO  | 6,66      |
|                   | Maykel Massó          | CUB  | NM        |
| Emanuel Archibald | GUY                   | NM   |           |

4. Juli

### Dreisprung
| Platz | Athlet              | Land | Weite (m) |
| ----- | ------------------- | ---- | --------- |
| 1     | Lázaro Martínez     | CUB  | 17,51 PB  |
| 2     | Cristian Nápoles    | CUB  | 17,11     |
| 3     | Leodán Torrealba    | VEN  | 16,41     |
| 4     | Kelsey Daniel       | TTO  | 16,10     |
| 5     | Juandel Bueno       | DOM  | 16,10     |
| 6     | Domon Williams      | GUY  | 16,04     |
| 7     | Jah-Nhai Perinchief | BER  | 15,66     |
| 8     | Fernando Reyes      | ESA  | 14,75     |

7. Juli

### Kugelstoßen
| Platz | Athlet         | Land | Weite (m) |
| ----- | -------------- | ---- | --------- |
| 1     | Uziel Muñoz    | MEX  | 20,81     |
| 2     | Jairo Morán    | MEX  | 19,18     |
| 3     | Djimon Gumbs   | IVB  | 19,00     |
| 4     | Jhon Zea       | COL  | 18,64     |
| 5     | Hezekiel Romeo | TTO  | 18,42     |
| 6     | Eldred Henry   | IVB  | 18,12     |
| 7     | Zack Short     | HON  | 18,08     |
| 8     | Juan Vázquez   | CUB  | 17,97     |

3. Juli

### Diskuswurf
| Platz | Athlet               | Land | Weite (m) |
| ----- | -------------------- | ---- | --------- |
| 1     | Mario Díaz           | CUB  | 62,57     |
| 2     | Mauricio Ortega      | COL  | 61,67     |
| 3     | Jorge Fernández      | CUB  | 59,97     |
| 4     | Christopher Crawford | TTO  | 58,66 PB  |
| 5     | Uziel Muñoz          | MEX  | 55,22     |
| 6     | Djimon Gumbs         | IVB  | 54,00     |
| 7     | Diamante Gumbs       | IVB  | 52,48     |
| 8     | Jaden James          | TTO  | 49,90     |

5. Juli

### Hammerwurf
| Platz | Athlet              | Land | Weite (m) |
| ----- | ------------------- | ---- | --------- |
| 1     | Jerome Vega         | PUR  | 74,83 NR  |
| 2     | Diego del Real      | MEX  | 74,57     |
| 3     | Miguel Zamora       | CUB  | 72,63     |
| 4     | Ronald Mencía       | CUB  | 71,32     |
| 5     | José Manuel Padilla | MEX  | 68,88     |
| 6     | Daniel Cope         | JAM  | 64,26     |
| 7     | Carlos Arteaga      | NIC  | 61,25 NR  |
| 8     | Dylan Suárez        | CRC  | 58,27     |

5. Juli

### Speerwurf
| Platz | Athlet           | Land | Weite (m) |
| ----- | ---------------- | ---- | --------- |
| 1     | Keshorn Walcott  | TTO  | 83,60     |
| 2     | David Carreón    | MEX  | 78,03     |
| 3     | Elvis Graham     | JAM  | 76,43     |
| 4     | Leslain Baird    | GUY  | 75,86     |
| 5     | Billy Julio      | COL  | 74,20     |
| 6     | Carlos Armenta   | MEX  | 73,97     |
| 7     | Iván José Sibaja | CRC  | 72,42     |
| 8     | Albert Reynolds  | LCA  | 72,17     |

6. Juli

### Zehnkampf
| Platz | Athlet              | Land | Punkte  |
| ----- | ------------------- | ---- | ------- |
| 1     | Ayden Owens-Delerme | PUR  | 8281    |
| 2     | Ken Mullings        | BAH  | 8060 PB |
| 3     | Yariel Soto         | PUR  | 7762    |
| 4     | José Miguel Paulino | DOM  | 7762 NR |
| 5     | Yan Hernández       | CUB  | 7654    |
| 6     | Gerson Izaguirre    | VEN  | 7596    |
| 7     | Esteban Ibáñez      | ESA  | 7217    |

3. und 4. Juli

## Frauen

### 100 m
| Platz | Athletin             | Land | Zeit (s) |
| ----- | -------------------- | ---- | -------- |
| 1     | Julien Alfred        | LCA  | 11,14    |
| 2     | Yanique Dayle        | JAM  | 11,39    |
| 3     | Yunisleydis García   | CUB  | 11,50    |
| 4     | Cecilia Tamayo-Garza | MEX  | 11,54    |
| 5     | Orangy Jiménez       | VEN  | 11,55    |
| 6     | Leah Bertrand        | TTO  | 11,57    |
| 7     | Liranyi Alonso       | DOM  | 11,58    |
| 8     | Akilah Lewis         | TTO  | 11,64    |

Finale: 3. Juli
Wind: −2,2 m/s

### 200 m
| Platz | Athletin             | Land | Zeit (s) |
| ----- | -------------------- | ---- | -------- |
| 1     | Yanique Dayle        | JAM  | 22,80    |
| 2     | Yunisleydis García   | CUB  | 23,05    |
| 3     | Fiordaliza Cofil     | DOM  | 23,07 SB |
| 4     | Orangy Jiménez       | VEN  | 23,11    |
| 5     | Cecilia Tamayo-Garza | MEX  | 23,18    |
| 6     | Beyonce Defreitas    | IVB  | 23,34    |
| 7     | Enis Pérez           | CUB  | 23,64    |
| 8     | Lina Licona          | COL  | 23,69    |

Finale: 5. Juli
Wind: −0,7 m/s

### 400 m
| Platz | Athletin          | Land | Zeit (s) |
| ----- | ----------------- | ---- | -------- |
| 1     | Marileidy Paulino | DOM  | 49,95 CR |
| 2     | Roxana Gómez      | CUB  | 51,23    |
| 3     | Gabby Scott       | PUR  | 51,51    |
| 4     | Evelis Aguilar    | COL  | 51,67    |
| 5     | Paola Morán       | MEX  | 51,93    |
| 6     | Lisneidy Veitía   | CUB  | 53,52    |
| 7     | Kenisha Phillips  | GUY  | 54,06    |
|       | Fiordaliza Cofil  | DOM  | DSQ      |

Finale: 6. Juli

### 800 m
| Platz | Athletin          | Land | Zeit (min) |
| ----- | ----------------- | ---- | ---------- |
| 1     | Rose Mary Almanza | CUB  | 2:01,75    |
| 2     | Sahily Diago      | CUB  | 2:02,81    |
| 3     | Shafiqua Maloney  | VIN  | 2:04,98    |
| 4     | Sonia Gaskin      | BAR  | 2:05,50    |
| 5     | Aziza Ayoub       | PUR  | 2:05,95    |
| 6     | DeAnna Martin     | DOM  | 2:07,62    |
| 7     | María Tirado      | VEN  | 2:13,92    |
|       | Aaliyah Moore     | GUY  | DSQ        |

Finale: 5. Juli

### 1500 m
| Platz | Athletin         | Land | Zeit (min) |
| ----- | ---------------- | ---- | ---------- |
| 1     | Joselyn Brea     | VEN  | 4:10,39    |
| 2     | Sahily Diago     | CUB  | 4:11,07 PB |
| 3     | Daily Cooper     | CUB  | 4:11,25 SB |
| 4     | Alma Cortes      | MEX  | 4:15,19    |
| 5     | Angelín Figueroa | PUR  | 4:24,86    |
| 6     | María Garrido    | VEN  | 4:35,51    |
| 7     | Rachel Conhoff   | ISV  | 4:42,99    |
| 8     | Suyeris Guerra   | PAN  | 4:43,81    |

6. Juli

### 5000 m
| Platz | Athletin         | Land | Zeit (min)  |
| ----- | ---------------- | ---- | ----------- |
| 1     | Joselyn Brea     | VEN  | 15:10,60    |
| 2     | Laura Galván     | MEX  | 15:12,61    |
| 3     | Alma Cortes      | MEX  | 15:59,21    |
| 4     | Viviana Aroche   | GTM  | 16:00,21    |
| 5     | Anisleidis Ochoa | CUB  | 16:02,50 PB |
| 6     | Edymar Brea      | VEN  | 16:03,94    |
| 7     | Muriel Coneo     | COL  | 16:13,54    |
| 8     | Palmenia Agudelo | COL  | 17:03,43    |

3. Juli

### 10.000 m
| Platz | Athletin          | Land | Zeit (min)  |
| ----- | ----------------- | ---- | ----------- |
| 1     | Laura Galván      | MEX  | 33:12,28    |
| 2     | Viviana Aroche    | GTM  | 33:38,84    |
| 3     | Citlali Cristian  | MEX  | 33:40,43    |
| 4     | Anisleidis Ochoa  | CUB  | 34:13,61 PB |
| 5     | Muriel Coneo      | COL  | 34:40,20    |
| 6     | Soranyi Rodríguez | DOM  | 35:19,37    |
| 7     | Palmenia Agudelo  | COL  | 35:39,49    |
| 8     | Paola Ramos       | PUR  | 38:02,64    |

6. Juli

### Halbmarathon
| Platz | Athletin            | Land | Zeit (h) |
| ----- | ------------------- | ---- | -------- |
| 1     | Joselyn Brea        | VEN  | 1:15:04  |
| 2     | Margarita Hernández | MEX  | 1:15:10  |
| 3     | Angie Orjuela       | COL  | 1:15:19  |
| 4     | Isabel Oropeza      | MEX  | 1:15:35  |
| 5     | Beverly Ramos       | PUR  | 1:19:17  |
| 6     | María Montoya       | COL  | 1:21:05  |
| 7     | Cécilia Mobuchon    | MTQ  | 1:21:11  |
| 8     | Paola Ramos         | PUR  | 1:24:47  |

2. Juli

### 100 m Hürden
| Platz | Athletin              | Land | Zeit (s) |
| ----- | --------------------- | ---- | -------- |
| 1     | Jasmine Camacho-Quinn | PUR  | 12,61    |
| 2     | Greisys Roble         | CUB  | 12,94    |
| 3     | Andrea Vargas         | CRC  | 13,02    |
| 4     | Paola Vázquez         | PUR  | 13,40    |
| 5     | Dalhiana Rouvillon    | GLP  | 13,52    |
| 6     | Keily Pérez           | CUB  | 13,64    |
| 7     | Nancy Sandoval        | ESA  | 13,74    |
| 8     | Deya Erickson         | IVB  | 14,11    |

Finale: 5. Juli
Wind: −0,2 m/s

### 400 m Hürden
| Platz | Athletin           | Land | Zeit (s) |
| ----- | ------------------ | ---- | -------- |
| 1     | Zurian Hechavarría | CUB  | 55,52    |
| 2     | Gianna Woodruff    | PAN  | 56,15    |
| 3     | Daniela Rojas      | CRC  | 56,58    |
| 4     | Tia-Adana Belle    | BAR  | 56,82    |
| 5     | Michelle Smith     | ISV  | 57,43    |
| 6     | Yanique Haye-Smith | TKS  | 57,59    |
| 7     | Valeria Cabezas    | COL  | 58,05    |
| 8     | Darielys Sentelle  | CUB  | 59,01    |

Finale: 4. Juli

### 3000 m Hindernis
| Platz | Athletin       | Land | Zeit (min) |
| ----- | -------------- | ---- | ---------- |
| 1     | Alondra Negrón | PUR  | 10:14,34   |
| 2     | Arian Chia     | MEX  | 10:24,04   |
| 3     | Stefany López  | COL  | 10:27,20   |
| 4     | Milena Pérez   | CUB  | 10:27,92   |
| 5     | Marian López   | CUB  | 11:01,74   |
| 6     | María Tirado   | VEN  | 11:15,58   |

7. Juli

### 4 × 100 m Staffel
| Platz | Land                    | Athletinnen                                                       | Zeit (s) |
| ----- | ----------------------- | ----------------------------------------------------------------- | -------- |
| 1     | Kuba                    | Laura Moreira Enis Pérez Yarima García Yunisleydis García         | 43,71    |
| 2     | Trinidad und Tobago     | Sanaa Frederick Akilah Lewis Reyare Thomas Leah Bertrand          | 43,43    |
| 3     | Dominikanische Republik | Liranyi Alonso Marileidy Paulino Anabel Medina Dariamny Jiménez   | 43,45    |
| 4     | El Salvador             | Rebeca Barrientos Yency Chamur Nathalie Almendárez Nancy Sandoval | 48,81    |
|       | Kolumbien               | Marlet Ospino Lina Licona Melany Bolaño Angélica Gamboa           | DSQ      |

6. Juli

### 4 × 400 m Staffel
| Platz | Land                    | Athletinnen                                                       | Zeit (min) |
| ----- | ----------------------- | ----------------------------------------------------------------- | ---------- |
| 1     | Kuba                    | Zurian Hechavarría Rose Mary Almanza Lisneidy Veitía Roxana Gómez | 3:26,08 GR |
| 2     | Dominikanische Republik | Mariana Pérez Anabel Medina Franchina Martínez Marileidy Paulino  | 3:27,84 NR |
| 3     | Kolumbien               | Lina Licona Melany Bolaño Valeria Cabezas Evelis Aguilar          | 3:31,16    |
| 4     | Costa Rica              | Daniela Rojas Mariel Brokke Angeline Pondler Desiré Bermúdez      | 3:40,10 NR |
| 5     | Venezuela               | María Rojas María Garrido María Tirado Wilismar Padrón            | 3:55,90    |

7. Juli

### 20 km Gehen
| Platz | Athletin               | Land | Zeit (h) |
| ----- | ---------------------- | ---- | -------- |
| 1     | Alejandra Ortega       | MEX  | 1:35:43  |
| 2     | María Fernanda Peinado | GTM  | 1:35:59  |
| 3     | Maritza Poncio         | GTM  | 1:36:25  |
| 4     | Rachelle De Orbeta     | PUR  | 1:37:08  |
| 5     | Valeria Ortuño         | MEX  | 1:38:47  |
| 6     | Laura Mojica           | COL  | 1:41:30  |
| 7     | Milángela Rosales      | VEN  | 1:45:49  |
| 8     | Natalia Alfonzo        | VEN  | 1:46:13  |

2. Juli

### Hochsprung
| Platz | Athletin              | Land | Höhe (m) |
| ----- | --------------------- | ---- | -------- |
| 1     | Marysabel Senyu       | DOM  | 1,86     |
| 2     | Glenka Antonia        | CUW  | 1,84     |
| 3     | Dacsy Brisón          | CUB  | 1,81     |
| 3     | Marys Patterson       | CUB  | 1,81     |
| 5     | Arianna Gutiérrez     | VEN  | 1,75     |
| 6     | Abigail Obando        | CRC  | 1,75     |
| 7     | Yashira Rhymer-Stuart | ISV  | 1,65     |
| 7     | Ornelis Ortiz         | VEN  | 1,65     |

7. Juli

### Stabhochsprung
| Platz | Athletin         | Land | Höhe (m) |
| ----- | ---------------- | ---- | -------- |
| 1     | Robeilys Peinado | VEN  | 4,60     |
| 2     | Aslín Quiala     | CUB  | 4,30     |
| 2     | Stefany Castillo | COL  | 4,30 =NR |
| 4     | Diamara Planell  | PUR  | 4,10     |
| 5     | Andrea Velasco   | ESA  | 3,90     |
| 6     | Rosaidi Robles   | CUB  | 3,90     |
| 7     | Vielka Arias     | CRC  | 3,75 NR  |
| 8     | Andrea Machuca   | ESA  | 3,60 PB  |

7. Juli

### Weitsprung
| Platz | Athletin          | Land | Weite (m)  |
| ----- | ----------------- | ---- | ---------- |
| 1     | Natalia Linares   | COL  | 6,86 GR PB |
| 2     | Leyanis Pérez     | CUB  | 6,65 w     |
| 3     | Alysbeth Félix    | PUR  | 6,44       |
| 4     | Paola Fernández   | PUR  | 6,39 w     |
| 5     | Adriana Rodríguez | CUB  | 6,38       |
| 6     | Tyra Gittens      | TTO  | 6,19       |
| 7     | Susana Hernández  | MEX  | 5,96       |
| 8     | Rebeca Barrientos | ESA  | 5,70 PB    |

3. Juli

### Dreisprung
| Platz | Athletin              | Land | Weite (m)   |
| ----- | --------------------- | ---- | ----------- |
| 1     | Yulimar Rojas         | VEN  | 15,16 WL GR |
| 2     | Leyanis Pérez         | CUB  | 14,98 PB    |
| 3     | Liadagmis Povea       | CUB  | 14,85       |
| 4     | Thea LaFond           | DMA  | 14,42       |
| 5     | Mairy Pires           | VEN  | 13,43       |
| 6     | Tamara Myers          | BAH  | 13,31       |
| 7     | Thelma Nohemí Fuentes | GUA  | 13,04       |
| 8     | Natrena Hooper        | GUY  | 12,61       |

5. Juli

### Kugelstoßen
| Platz | Athletin           | Land | Weite (m) |
| ----- | ------------------ | ---- | --------- |
| 1     | Rosa Santana       | DOM  | 17,89     |
| 2     | Danielle Sloley    | JAM  | 16,81     |
| 3     | Layselys Jiménez   | CUB  | 16,79     |
| 4     | Ahymará Espinoza   | VEN  | 16,75     |
| 5     | Cherisse Murray    | TTO  | 16,59     |
| 6     | Kelsie Murrel-Ross | GRN  | 15,70     |
| 7     | Maia Campbell      | ISV  | 14,99     |
| 8     | Alejandra Rosales  | ESA  | 12,01     |

6. Juli

### Diskuswurf
| Platz | Athletin               | Land | Weite (m) |
| ----- | ---------------------- | ---- | --------- |
| 1     | Silinda Oneisi Morales | CUB  | 61,95     |
| 2     | Alma Pollorena         | MEX  | 55,58     |
| 3     | Adrienne Adams         | JAM  | 55,43     |
| 4     | Veronica Luzania       | MEX  | 52,81     |
| 5     | Aixa Middleton         | PAN  | 49,63     |
| 6     | Jamora Alves           | GRN  | 48,93     |
| 7     | Alejandra Rosales      | ESA  | 42,09     |

7. Juli

### Hammerwurf
| Platz | Athletin         | Land | Weite (m) |
| ----- | ---------------- | ---- | --------- |
| 1     | Rosa Rodríguez   | VEN  | 71,62 GR  |
| 2     | Erica Belvit     | JAM  | 70,04     |
| 3     | Mayra Gaviria    | COL  | 68,61     |
| 4     | Yaritza Martínez | CUB  | 64,99     |
| 5     | Yanielys Torres  | PUR  | 61,02     |
| 6     | Marie Forbes     | JAM  | 60,84     |
| 7     | Leidis Viamonte  | CUB  | 57,93     |
| 8     | Silenis Vargas   | VEN  | 55,15     |

7. Juli

### Speerwurf
| Platz | Athletin              | Land | Weite (m) |
| ----- | --------------------- | ---- | --------- |
| 1     | Flor Ruíz             | COL  | 60,92     |
| 2     | María Lucelly Murillo | COL  | 58,92     |
| 3     | Luz Mariana Castro    | MEX  | 57,50     |
| 4     | Rhema Otabor          | BAH  | 56,34     |
| 5     | Marianaily Silva      | CUB  | 54,00     |
| 6     | Sophia Rivera         | PUR  | 52,67     |
| 7     | Yesi Tejeda           | DOM  | 49,01     |
| 8     | Coralys Ortiz         | PUR  | 45,45     |

4. Juli

### Siebenkampf
| Platz | Athletin              | Land | Punkte     |
| ----- | --------------------- | ---- | ---------- |
| 1     | Marys Patterson       | CUB  | 5978       |
| 2     | Martha Araújo         | COL  | 5960       |
| 3     | Alysbeth Félix        | PUR  | 5860       |
| 4     | Lilian Borja          | MEX  | 5717       |
| 5     | Yesi Tejeda           | DOM  | 5372 PB    |
| 6     | Vanessa Mercera       | CUW  | 4732       |
| 7     | Ana Isabella González | ESA  | 4650 NU20R |
| 8     | Jomarie Carmona       | PUR  | 4473       |

5. bis 6. Juli